# Pratt & Whitney J75
Pratt & Whitney J75 (заводское обозначение — JT4A) — турбореактивный авиационный двигатель, созданный компанией Pratt & Whitney. Конструктивно представляет собой усиленную версию J57 (JT3C). Под обозначением JT4A применялся в гражданской авиации. Также на его конструкции была создана стационарная версия GG4 (FT4) (применялся в частности на кораблях, электростанциях и как привод насосов для газо- и водопроводов).

## История
Созданный в 1952 году турбореактивный двигатель J57 был первым в мире реактивным двигателем с тягой, превышающей 4500 кгс. Спустя три года на основе конструкции J57 был создан двигатель J75 с режимом форсажа. Развивал тягу в 7700 кгс.
Он применялся на самолётах Lockheed U-2, Republic F-105 Thunderchief и Convair F-106 Delta Dart. Также ставился на опытные и прототипные Lockheed A-12, North American YF-107, Vought XF8U-3 Crusader III, Martin P6M SeaMaster и Avro Canada CF-105 Arrow.
Под обозначением JT4A двигатель до появления турбовентиляторного JT3D ставили на авиалайнеры Boeing 707 и Douglas DC-8. Хоть первые модели данного двигателя по сравнению с Rolls-Royce Conway RCo.12 имели меньшую силу тяги и более высокий удельный расход топлива, компания Pratt & Whitney за счёт хорошей рекламы сумела обеспечить достаточный уровень продаж.
Воздушная служба JT4A продолжалась недолго, но зато он достаточно зарекомендовал себя в военно-морском флоте, где в виде модели FT4 с выходной мощностью 18—22 тысячи л.с. использовался в качестве силовой установки ряда кораблей, как например канадские эсминцы типа «Ирокез». Также широко модель FT4 применялась на электростанциях, работающих на газе, причём многие такие двигатели продолжают службу вплоть по настоящее время, с установленным специальным оборудованием для снижения вредных выбросов.

## Варианты
J75-P-3Тяга 16,470 фунтов
J75-P-5Тяга 17,200 фунтов
J75-P-13BТяга 17,000 фунтов
J75-P-15WТяга 24,500 фунтов на форсаже
J75-P-17Тяга 24,500 фунтов на форсаже
J75-P-19Тяга 24,500 фунтов на форсаже

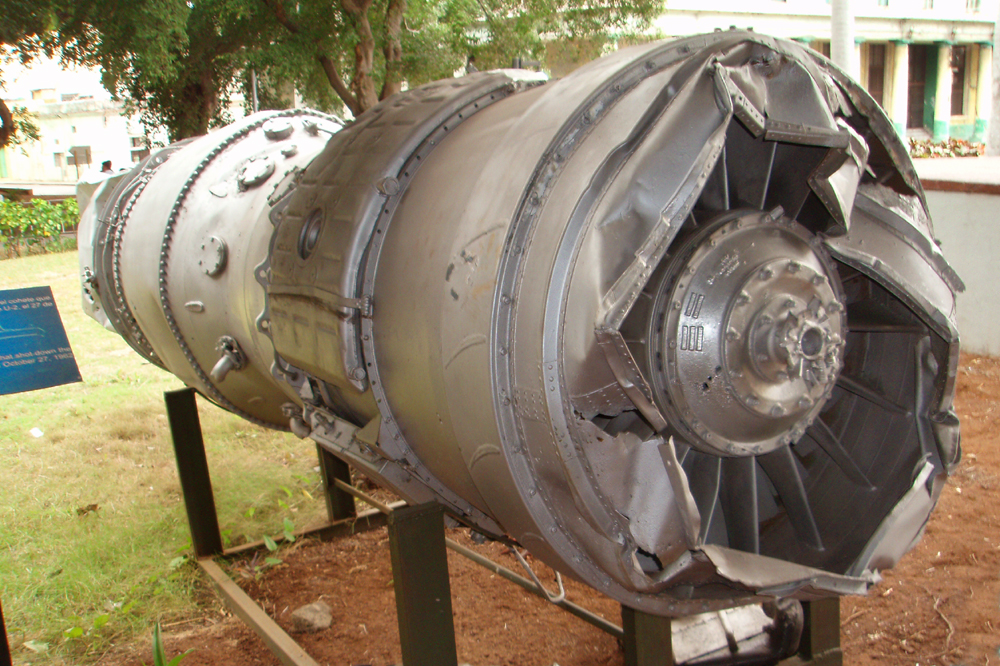
Pratt & Whitney J75 самолёта-разведчика Lockheed U-2, сбитого над Кубой в ходе Карибского кризиса

J75-P-19WТяга 26,500 фунтов на форсаже и с впрыском воды
JT4A-3Тяга 15,800 фунтов
JT4A-4Сила тяги 15,800 фунтов
JT4A-9Тяга 16,800 фунтов
JT4A-11Тяга 17,500 фунтов
JT4A-29(J75-P-19W) Тяга 26,500 фунтов на форсаже и с впрыском воды

## Применение
J75
- Avro Canada CF-105 Mk1 Arrow
- Convair F-106 Delta Dart
- Lockheed A-12
- Lockheed U-2
- Martin P6M SeaMaster
- North American F-107
- Republic F-105 Thunderchief
- Vought XF8U-3 Crusader III

JT4A
- Boeing 707 (модели 707-220 и 707-320)
- Douglas DC-8 (модели DC-8-20 и DC-8-30)